# 大阪鉄道デロ20形電車
大阪鉄道デロ20形電車（おおさかてつどうデロ20がたでんしゃ）は、近畿日本鉄道（近鉄）南大阪線などの前身となる大阪鉄道（大鉄）が1925年に製造した電車である。

## 概要
デイ1形の増備車として製造された車両であり、大鉄初の半鋼製車として1925年10月に21 - 25が川崎造船所で、26・27が大阪鉄工所で製造された。
「デ」は「電動車」の「デ」、「ロ」は大鉄でデイ1形から数えて2番目の電車形式となることから、いろは順2番目の文字「ろ」をとったものである。等級を表す記号ではない。

## 車体
形態としてはデイ1形をそのまま半鋼製にしたようなスタイルであり、丸みを帯びた非貫通5枚窓の両運転台車、側面は運転台横に小窓がある。側面の窓配置は1D222D222D1でありデイ1形から引き続き窓枠上部に装飾を施したアーチ型窓を採用した。前面には当時ではまだ珍しかったアンチクライマを装備した。また木造車の名残としてトラスロッド(トラス棒)が取り付けられている。

## 主要機器
電装品はウェスティングハウス・エレクトリック(WH)製で、主電動機はWH-556J-6であり4基搭載としている。制御器はHL形制御器であり、ブレーキはM三動弁によるM自動空気ブレーキとなっている。
台車は汽車製造製でボールドウィン形のBW84-25AAとなっている。

## 改造・改番
1943年に大鉄は関西急行鉄道（関急）へ合併され、7両ともモ5621形に形式番号が変更された。
デロ20形デロ21 - 27 → モ5621形5621 - 5627
また、戦後HLであった制御器はAL形に改造された。
また、改造時期は不明ながら幕板張替の際に、高松琴平電気鉄道に譲渡された一部の車両を除いて窓枠上部のアーチ型窓は潰されている。

## 運用・廃車
製造時より南大阪線系統で使用されていたが、モ5623については1943 - 1948年まで名古屋営業局にて使用されている。1960年にクニ5421形を南大阪線特急「かもしか」号として使用するためモ5621 - 5624の電装品が転用されることとなり、この4両は廃車となった。4両の車体は1961年に高松琴平電気鉄道に譲渡され同社の20形となっている。一方、モ5625 - 5627は終始南大阪線系統で使用され晩年は主に手荷物列車用となり、1969年に廃車となっている。